# 1,2-ジオキサン

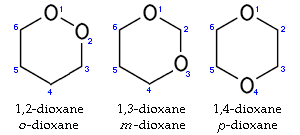
ジオキサンの3つの構造異性体小さい青文字は環上の原子の番号を示している。

1,2-ジオキサン (1,2-Dioxane) またはo-ジオキサン (o-dioxane) は、化学式C4H8O2の化合物。